# 呂西安·穆勒
呂西安·穆勒-施密特（法語：Lucien Muller，1934年9月3日—）是一名法國前足球員，司職右中場。穆勒是法國國家隊參加1960年歐洲國家盃和1966年世界盃的成員，但是在1966年世界盃決賽週並未上陣。

## 生平
穆勒出生於比什維萊爾，在他的故鄉阿爾薩斯開始自己的職業足球員生涯，然後在效力蘭斯時一舉成名，並兩次獲得法甲冠軍。隨後他轉會至皇家馬德里，並隨隊參加1964年歐洲冠軍球會盃決賽並三度奪得西甲聯賽冠軍。穆勒後來轉會到巴塞隆拿。儘管穆勒被吹捧為雷蒙·科帕的接班人，但他在巴塞隆的表現與他在其他球會的表現並不相稱。儘管如此，穆勒還是參加1966年世界盃的法國隊的成員。穆勒在職業生涯結束前回到蘭斯效力。
1970年代後期，穆勒曾短暫回到巴塞隆拿擔任領隊，帶領球會進入歐洲盃賽冠軍盃決賽，之後被華金·里費所取代。後來穆勒以領隊身份帶領摩納哥、馬略卡和卡斯迪隆。

## 外部鏈接
- Racing Club de Strasbourg profile （页面存档备份，存于） （法語）
- FFF profile （法語）
- 呂西安·穆勒在BDFutbol中的档案
- 呂西安·穆勒球员信息